# Rhagiomorphini
Los ragiomorfinos (Rhagiomorphini) son una tribu de coleópteros crisomeloideos de la familia Cerambycidae.

## Géneros
Tiene los siguientes géneros:
- Rhagiomorpha Newman, 1840
- Tritocosmia Newman, 1850
- Tropis Pascoe, 1863
- Tsutsuia Hayashi, 1961